# Wybory prezydenckie w Niemczech w 1959 roku
Wybory prezydenckie w Niemczech w 1959 roku odbyły się 1 lipca. Zgodnie z konstytucją prezydenta wybierało Zgromadzenie Federalne złożone z deputowanych Bundestagu oraz w równej liczbie elektorów wybranych przez parlamenty lokalne (Landtagi). Z 1038 głosów Heinrich Lübke otrzymał 526  głosów. Został wybrany na prezydenta w drugiej rundzie głosowania. 

## Wyniki
| Kandydat       | Partia | I tura        | I tura  | II tura       | II tura |
| Kandydat       | Partia | Liczba głosów | Procent | Liczba głosów | Procent |
| -------------- | ------ | ------------- | ------- | ------------- | ------- |
| Heinrich Lübke | CDU    | 517           | 49,8    | 526           | 50,7    |
| Carlo Schmid   | SPD    | 385           | 31,1    | 386           | 37,2    |
| Max Becker     | FDP    | 104           | 10      | 99            | 9,5     |

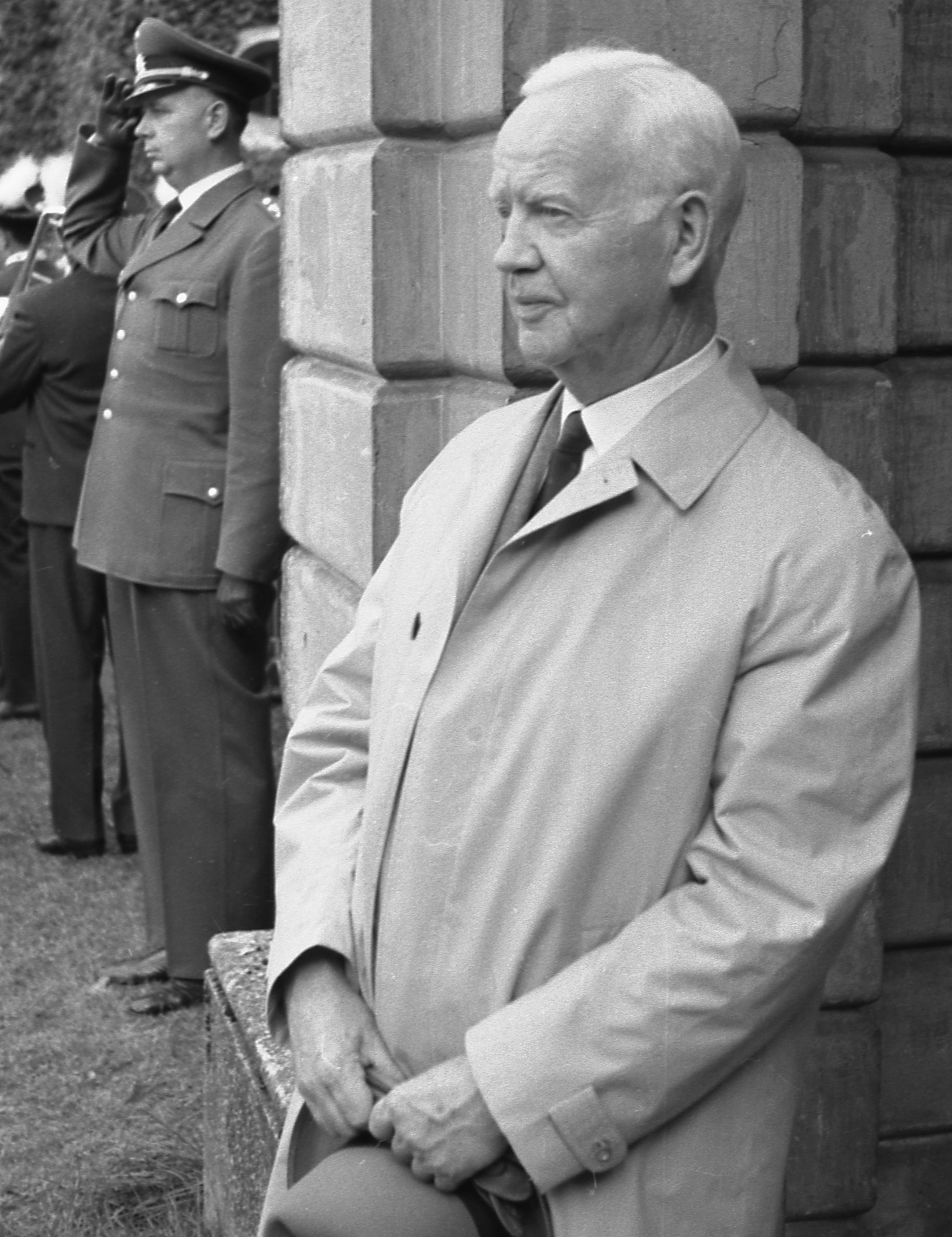
Heinrich Lübke – kandydat CDU
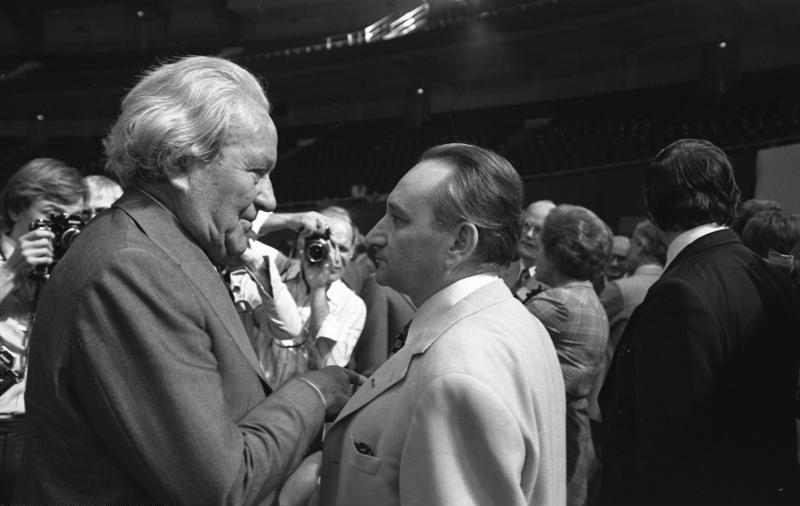
Carlo Schmid – kandydat SPD